# I Need You (America)
I Need You is de tweede single van America. Het is afkomstig van hun album America. Het was als single de opvolger van A Horse with No Name, waarvan de betekenis altijd onduidelijk is gebleven. I Need You laat er geen misverstand over bestaan: Liefde.
Het werd een grote in hit in de Verenigde Staten en kwam dus na een eerste release veelvuldig voor op verzamelalbums en livealbums. Een aantal artiesten nam het als cover op. Andy Williams en Harry Nilsson deden poging. Onder die covers bevindt zich ook een versie van Transatlantic, normaal bezig met complexe progressieve rock, nu met een eenvoudig luisterliedje met close harmonyzang.
Musici:
- Dewey Bunnell – zessnarige akoestische gitaar, achtergrondzang
- Gerry Beckley – zang, basgitaar, piano
- Dan Peek – twaalfsnarige akoestische gitaar, achtergrondzang
- Dave Atwood – slagwerk,

De single ging geheel aan Europa voorbij. In de Verenigde Staten stond het in allerlei hitparades. Het haalde daarbij in tien weken de negende plaats in de Billboard Hot 100.

## NPO Radio 2 Top 2000
I Need You stond alleen in 2003 in de NPO Radio 2 Top 2000, op plek 1828.